# Maouna
Maouna ou Mahouna (en transcription arabe : ماونة ou مهونا, en berbère tifinagh : ⵎⴰⵡⵏⴰ ou ⵎⴰⵀⵓⵏⴰ) est une montagne (1 411 m) dominant Guelma la ville assiette au nord-est de l’Algérie et ayant l'apparence d'une femme endormie.

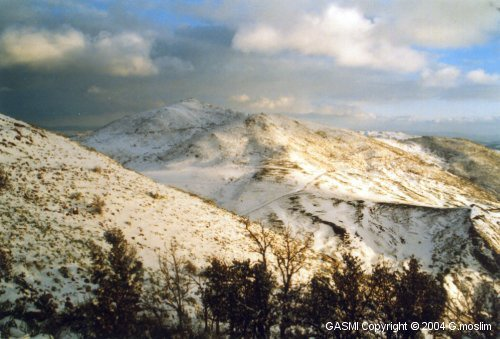
Près du sommet de la Maouna